# Zwischenstand
Unter einem Zwischenstand bzw. Savestate versteht man einen Speicherplatz für Programmzustände innerhalb eines Computerprogrammes.
Speziell und in den meisten Fällen bezeichnet man mit „Savestate“ die zur Verfügung stehenden Speicher-Slots in Emulatoren, mit denen man schnell ein Speicherabbild des aktuell laufenden Computerspieles erstellen und wieder zurückladen kann. Somit ist es möglich, schnell, durch einen einzigen Tastendruck, zu einem zeitlich vorherigen Zeitpunkt innerhalb des Computerspieles „zurückzuspringen“.
Savestates ähneln in ihrer Funktionsweise dem insbesondere von Computer-Rollenspielen bekannten Quicksave. Anders als ein Quicksave besitzt der Savestate jedoch für gewöhnlich einen kompletten Dump des Speichers, also sämtlichen aktuell in der emulierten Hardware vorhandenen Informationen, wie im Speicher liegende Grafiken, Benutzereingaben oder Signalpegel des Line-Out des Audio-DSPs.
Die Möglichkeit der Savestates benötigt im Vergleich zum emulierten Programm einen recht hohen Speicheraufwand, da sämtliche Register, Datenpuffer und Audiosignale wieder „zurückgespult“ werden müssen. Für das emulierte Programm, beziehungsweise für die emulierte Hardware scheinen alle vor Zurückladen des Savestates stattgefundenen Ereignisse nicht stattgefunden haben. Für aktuelle, wie auch ältere PCs ist es jedoch überhaupt kein Problem, ältere PC-Spiele zu emulieren, und mit Savestates zu arbeiten, da die emulierte Hard- und Software älterer Spielkonsolen (8- und 16-Bit) im Vergleich zur PC-Infrastruktur bescheidene Dimensionierungen hat.
Innerhalb der meisten Emulatoren findet sich ein Untermenü für Savestates. Hier kann eine Liste von, exemplarisch, zehn „Save Slots“ aufgelistet sein. Mit den Funktionstasten können Savestates noch schneller als durch Menüs aufgerufen werden.
Die Technik des Savestates ermöglicht, insbesondere im Bereich der Retrospiele, für gewöhnlich „unmöglich“ zu schaffende Levelpassagen einfach durch regelmäßiges Speichern und bedürfnisorientiertem Neuladen zu lösen. So ist es zum Beispiel möglich, dass der letzte Savestate geladen wird, nachdem der Spielecharakter (zum Beispiel Super Mario) versehentlich einen Abgrund heruntergefallen ist. Dadurch vermeidet man, exemplarisch, den nervigen und zeitraubenden Neustart vom Levelanfang. Demgegenüber stehen Spieler, die auch bei vermeidbaren Verlusten (etwa kritische Treffer in Ego-Shootern) mithilfe von Savestates die entsprechende Sequenz erneut und „besser“ durchspielen. Diese Spieler werden in der Szene auch als „Savestater“ bezeichnet.
Für das Speedrunning sind Savestates teilweise die einzige legitime Möglichkeit, noch höhere Geschwindigkeitsrekorde aufzustellen.